# Гонсалес, Марк
Марк Де́ннис Гонса́лес Хоффман (исп. Mark Dennis González Hoffman; род. 10 июля 1984[…], Дурбан, Наталь) — чилийский футболист, полузащитник, игрок национальной сборной Чили. Отличается высокой скоростью, за что получил от болельщиков прозвище «Спиди Гонзалес».

## Карьера
Свою профессиональную карьеру Марк Гонсалес начал в чилийской команде «Универсидад Католика», откуда перебрался в испанский «Альбасете».
Проведя в Испании всего сезон, «Альбасете» и «Ливерпуль» договорились о переходе Гонсалеса летом 2005 года, однако вскоре Марк получил травму, а английские власти отказали ему в выдаче рабочей визы. Но «Ливерпуль» продемонстрировал, что он верит в игрока, решив всё равно подписать его. В итоге после выздоровления Гонсалес был отправлен в аренду во всё тот же «Альбасете», а затем, когда ему было вновь отказано в получении разрешения на работу, Марк перешёл на полгода в «Реал Сосьедад». К концу сезона 2005/06 он наконец провёл необходимое количество матчей за сборную Чили и получил возможность перейти в «Ливерпуль».
9 августа 2006 года Гонсалес дебютировал в составе «красных», выйдя на 85-й минуте первого матча третьего квалификационного раунда Лиги чемпионов на замену Стивену Джеррарду. Уже три минуты спустя он забил свой первый гол за «Ливерпуль». Этот мяч принёс «Ливерпулю» победу над «Маккаби» из Хайфы со счётом 2:1. В своём первом матче Премьер-лиги, который он начал в стартовом составе, Гонсалес забил гол в ворота «Тоттенхэма», «Ливерпуль» выиграл этот матч со счётом 3:0. Но проведя за ливерпульскую команду всего один сезон, Марк покинул английскую команду, вернувшись в Испанию — в «Бетис».
После сезона 2008/09, проведя всего 2 сезона в Испании, Гонсалес перешёл в московский ЦСКА.

### ЦСКА

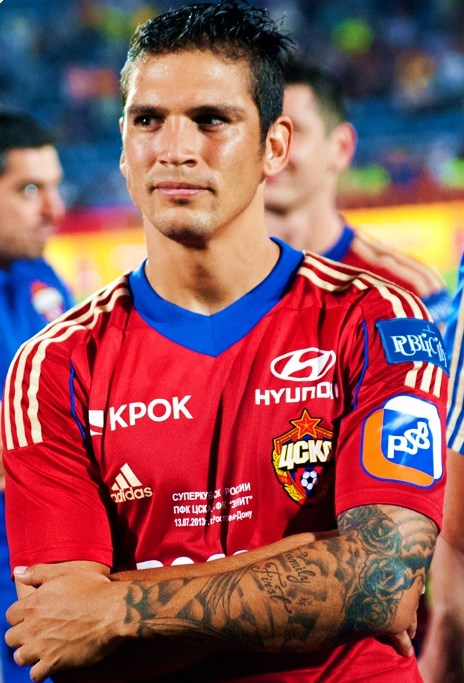
Гонсалес в форме ЦСКА

12 августа 2009 года Марк Гонсалес и ЦСКА подписали 5-летний контракт. Марк дебютировал за ЦСКА в матче против московского «Локомотива», вышел на замену вместо Георгия Щенникова на 59-й минуте и через 2 минуты отдал голевую передачу на Алана Дзагоева; ЦСКА проиграл тот матч, пропустив на последних минутах благодаря голу Дмитрия Сычёва. По версии газеты «Спорт-Экспресс», эта передача была признана самой эффектной в туре.
30 августа 2009 года в матче с «Ростовом» получил травму и выбыл на месяц. 26 сентября Марк вернулся на поле, а уже 4 октября в матче с «Кубанью» сделал дубль. Это были его первые голы в составе ЦСКА.
26 февраля 2010 года в матче с «Севильей» забил красивый гол с 37 метров, пробив в правый верхний угол ворот. В итоге ЦСКА сыграл этот матч вничью 1:1. По итогам серии игр с «Севильей» московский клуб прошёл в 1/4 финала Лиги Чемпионов.
В сезоне 2010 Гонсалес считался основным игроком команды и провёл 21 матч, забив 3 гола, регулярно выбывая из-за микротравм. 14 мая он забил гол в ворота действующего чемпиона «Рубина» («армейцы» выиграли 1:0), а 10 ноября забил мяч в матче с будущим чемпионом «Зенитом», и ЦСКА победил 3:1. По окончании сезона Марк Гонсалес попал в список «33 лучших». А в декабре 2010 года был ошибочно обвинён в изнасиловании женщины.
В сезоне 2011/12 Гонсалес провёл 5 матчей и забил 2 гола, после чего получил травму тазобедренного сустава и приступил к тренировкам лишь в сентябре, однако скоро получил новую травму и в команду вернулся в январе 2012 года. Проведя с командой лишь один сбор, футболист вновь почувствовал боль и уехал в США на обследование. Вскоре стало ясно, что Марк выбыл до конца сезона.
Перед началом нового сезона Марк чередовал тренировки в общей группе и по индивидуальной программе. 21 июля Гонсалес впервые с 30 апреля 2011 года вышел на поле в матче против «Ростова» (1:0). Однако в ноябре 2012 года Марк снова получил серьёзную травму с кровоизлиянием в мышцу бедра. Позже футболист заявил, что даже начал задумываться о завершении карьеры. Евгений Гинер даже заявил, что футболисту пора «вешать бутсы на гвоздь», однако врач футболиста и тренер Леонид Слуцкий подтвердили, что Гонсалес хочет и сможет вернуться на поле. Уже в апреле 2013 года Марк начал играть за молодёжный состав ЦСКА, а 17 июля уже появился на поле за основной состав, выйдя на замену в первом матче сезона 2013/14 против «Урала» (2:2), а в матче 3 тура против «Локомотива» (2:1) ему пришлось играть левого защитника. В августе был снова вызван в сборную Чили, но на поле против сборной Ирана так и не вышел (6:0). Игрок не стал футболистом основного состава до конца 2013 года и заявил, что намерен покинуть команду по окончании сезона в связи с тем, что имеет мало игровой практики. В общей сложности Марк Гонсалес пропустил 718 тренировочно-игровых дней из-за различных травм.
В январе 2014 года ЦСКА отправил футболиста в аренду до конца сезона в его первый профессиональный клуб «Универсидад Католика», однако представители ЦСКА не исключили возможности его возвращения в московский клуб после аренды. В декабре 2014 года ЦСКА и Гонсалес завершили сотрудничество по обоюдному соглашению сторон.

### «Универсидад Католика»
Вернувшись в Чили в клуб «Универсидад Католика», Марк Гонсалес стал основным игроком команды, отмечался дублями за команду, и даже смог вернуться в сборную Чили. В сезоне 2014/15 он провёл 26 матчей и забил 8 мячей.

### «Спорт Ресифи»
После успешного сезона в «Универсидад Католика» перешёл в бразильский клуб. Однако травмы начали преследовать Марка Гонсалеса с начала подготовки к сезону. В результате он провёл всего 8 матчей и забил один гол, после чего покинул клуб.

## Личная жизнь
23 декабря 2010 года Марк Гонсалес и 26-летняя чилийская танцовщица Маура Ривера официально зарегистрировали свой брак. Церемония состоялась в Винья-дель-Мар. 22 ноября 2011 года у них родился сын, которого назвали Марк. 6 апреля 2015 года в семье родился второй ребёнок, Luciana.
В марте 2021 года перенёс инфаркт миокарда.

## Достижения игрока

### Командные
«Ливерпуль»
- Обладатель Суперкубка Англии: 2006
- Финалист Лиги чемпионов УЕФА: 2006/07

ЦСКА
- Чемпион России: 2012/13, 2013/14
- Серебряный призёр чемпионата России: 2010
- Бронзовый призёр чемпионата России: 2011/12
- Обладатель Кубка России (2): 2010/11, 2012/13
- Обладатель Суперкубка России: 2013

Чили
- Победитель Кубка Америки (1): 2016

### Личные
- В списках 33 лучших футболистов чемпионата России (1): № 3 (2010).
- В рамках премии «Золотая подкова» один раз получил «Бронзовую подкову» (2010).

## Статистика
По состоянию на 24 августа 2013 года
| Клуб                   | Сезон   | Примера      | Примера      | Кубок Чили    | Кубок Чили    | ---------  | ---------  | Либертадорес | Либертадорес | Другие | Другие | Всего | Всего |
| Клуб                   | Сезон   | Игры         | Голы         | Игры          | Голы          | Игры       | Голы       | Игры         | Голы         | Игры   | Голы   | Игры  | Голы  |
| ---------------------- | ------- | ------------ | ------------ | ------------- | ------------- | ---------- | ---------- | ------------ | ------------ | ------ | ------ | ----- | ----- |
| Универсидад Католика   | 2002    | 6            | 0            | 0             | 0             | -          | -          | 0            | 0            | 0      | 0      | 6     | 0     |
| Универсидад Католика   | 2003    | 28           | 7            | 0             | 0             | -          | -          | 0            | 0            | 0      | 0      | 28    | 7     |
| Универсидад Католика   | 2004    | 8            | 1            | 0             | 0             | -          | -          | 0            | 0            | 0      | 0      | 8     | 1     |
| Клуб                   | Сезон   | Примера      | Примера      | Кубок Испании | Кубок Испании | ---------  | ---------  | Европа       | Европа       | Другие | Другие | Всего | Всего |
| Клуб                   | Сезон   | Игры         | Голы         | Игры          | Голы          | Игры       | Голы       | Игры         | Голы         | Игры   | Голы   | Игры  | Голы  |
| Альбасете              | 2004/05 | 25           | 5            | 0             | 0             | -          | -          | 0            | 0            | 0      | 0      | 25    | 5     |
| Клуб                   | Сезон   | Премьер-лига | Премьер-лига | Кубок Англии  | Кубок Англии  | Кубок Лиги | Кубок Лиги | Европа       | Европа       | Другие | Другие | Всего | Всего |
| Клуб                   | Сезон   | Игры         | Голы         | Игры          | Голы          | Игры       | Голы       | Игры         | Голы         | Игры   | Голы   | Игры  | Голы  |
| Ливерпуль              | 2005/06 | 0            | 0            | 0             | 0             | 0          | 0          | 0            | 0            | 0      | 0      | 0     |       |
| Клуб                   | Сезон   | Примера      | Примера      | Кубок Испании | Кубок Испании | ---------  | ---------  |              |              | Другие | Другие | Всего | Всего |
| Клуб                   | Сезон   | Игры         | Голы         | Игры          | Голы          | Игры       | Голы       | Игры         | Голы         | Игры   | Голы   | Игры  | Голы  |
| Альбасете (аренда)     | 2005/06 | 0            | 0            | 0             | 0             | -          | -          | 0            | 0            | 0      | 0      | 0     |       |
| Реал Сосьедад (аренда) | 2005/06 | 16           | 5            | 0             | 0             | -          | -          | 0            | 0            | 0      | 0      | 16    | 5     |
| Клуб                   | Сезон   | Премьер-лига | Премьер-лига | Кубок Англии  | Кубок Англии  | Кубок Лиги | Кубок Лиги | Европа       | Европа       | Другие | Другие | Всего | Всего |
| Клуб                   | Сезон   | Игры         | Голы         | Игры          | Голы          | Игры       | Голы       | Игры         | Голы         | Игры   | Голы   | Игры  | Голы  |
| Ливерпуль              | 2006/07 | 25           | 2            | 0             | 0             | 2          | 0          | 8            | 1            | 1      | 0      | 36    | 3     |
| Клуб                   | Сезон   | Примера      | Примера      | Кубок Испании | Кубок Испании | ---------  | ---------  | Европа       | Европа       | Другие | Другие | Всего | Всего |
| Клуб                   | Сезон   | Игры         | Голы         | Игры          | Голы          | Игры       | Голы       | Игры         | Голы         | Игры   | Голы   | Игры  | Голы  |
| Реал Бетис             | 2007/08 | 24           | 6            | 1             | 1             | 0          | 0          | 0            | 0            | 0      | 0      | 25    | 7     |
| Реал Бетис             | 2008/09 | 20           | 4            | ?             | ?             | ?          | ?          | ?            | ?            | ?      | ?      | 20    | 4     |
| Клуб                   | Сезон   | РФПЛ         | РФПЛ         | Кубок России  | Кубок России  | Суперкубок | Суперкубок | Европа       | Европа       | Другие | Другие | Всего | Всего |
| Клуб                   | Сезон   | Игры         | Голы         | Игры          | Голы          | Игры       | Голы       | Игры         | Голы         | Игры   | Голы   | Игры  | Голы  |
| ЦСКА (Москва)          | 2009    | 5            | 2            | 0             | 0             | 0          | 0          | 1            | 0            | 0      | 0      | 6     | 2     |
| ЦСКА (Москва)          | 2010    | 21           | 3            | 1             | 0             | 1          | 0          | 11           | 3            | 0      | 0      | 34    | 6     |
| ЦСКА (Москва)          | 2011/12 | 5            | 1            | 1             | 0             | 0          | 0          | 1            | 0            | 0      | 0      | 7     | 1     |
| ЦСКА (Москва)          | 2012/13 | 11           | 0            | 0             | 0             | 0          | 0          | 2            | 0            | 0      | 0      | 13    | 0     |
| ЦСКА (Москва)          | 2013/14 | 5            | 0            | 0             | 0             | 0          | 0          | 0            | 0            | 0      | 0      | 5     | 0     |
| Всего                  |         | 199          | 36           | 3             | 1             | 3          | 0          | 23           | 4            | 1      | 0      | 229   | 41    |